# Maria Antónia Siza

Maria Antónia Siza

Maria Antónia Siza (Porto, 1940-1973), foi uma pintora e desenhadora portuguesa que apenas expôs uma vez antes de morrer e que deixou um espólio com mais de 3.000 obras, entre as quais se encontram desenhos, pinturas a guache, e bordados. 

## Biografia
Maria Antónia Marinho Leite Siza nasceu no dia 25 de Maio de 1940 no Porto. 
Aos 17 anos inscreve-se na Escola Superior de Belas-Artes do Porto no curso de pintura, onde convive com vários artistas, entre eles Ângelo de Sousa, Armando Alves e Jorge Pinheiro.  Carlos João Chambers Ramos, que na altura era director da escola, elogiou a forma de como desenhava e encorajou-a a prosseguir. 
Em 1961, casou-se com o arquitecto Álvaro Siza Vieira com quem teve dois filhos, o arquitecto Álvaro Leite Siza Vieira  e Joana Marinho Leite Siza. 
Expõe em 1970 pela primeira e única vez na Cooperativa Árvore (Porto). 
Morreu em 1973 com apenas 32 anos. 

## Obra
Deixou um espólio com mais de 3.000 obras, havendo entre elas: desenhos a guache, a carvão, a tinta da china, aguarelas, pinturas a óleo, bordados e gravuras. 
Quanto ao estilo adoptado este varia entre o figurativo, o expressionismo e o surrealismo. 

## Reconhecimento
As suas obras foram compiladas no livro Maria Antónia Siza 1940-1973, publicado em 2002 pelas Edições Asa. 
Em 2016, os seus trabalhos foram expostos em Zagreb, ao lado dos do seu marido, numa mostra intitulada Álvaro Siza & Maria Antónia Siza, a propósito das comemorações do Dia de Camões, de Portugal e das Comunidades Portuguesas. 
Três anos depois, em 2019, a Fundação Calouste Gulbenkian expôs na sua colecção permanente 36 das suas 141 obras doadas pelo marido à fundação. 
Foi uma da artistas portuguesas homenageadas pela exposição Tudo O Que Eu Quero, do Museu Calouste Gulbenkian, que fez parte da programação cultural da Presidência Portuguesa do Conselho da União Europeia, em 2021. 
Entre Setembro de 2022 e Março de 2023, a Fundação Serralves expôs 100 obras suas, doadas pelo marido, numa exposição que recebeu o título: "Maria Antónia Leite Siza, 50 anos depois".

## Ligações Externas
- Arts And Culture Google - Maria Antónia Siza
- Serigrafia de Maria Antónia Siza
- Fundação Serralves | Exposição: Maria Antónia Leite Siza, 50 anos depois (2023)